# Ich habe einfach Glück
Ich habe einfach Glück ist ein 2001 veröffentlichter Roman der deutschen Schriftstellerin und Moderatorin Alexa Hennig von Lange. Der Roman wurde 2002 mit dem Deutschen Jugendliteraturpreis ausgezeichnet.

## Inhalt
Erzählt wird der in der Ich-Erzählsituation dargebotene Roman aus der Perspektive der 15-jährigen Protagonistin des Buchs. Lelle lebt mit ihren Eltern und ihrer 16-jährigen Schwester Cotsch in einer typischen Einfamilienhaussiedlung der Mittelschicht am Rand einer deutschen Stadt. Die Familie lebt in äußerlich wohlgeordneten Verhältnissen. Lelle kann sich nach ihren Vorstellungen kleiden, hat ein eigenes Zimmer, sie geht regelmäßig, wenn auch lustlos zur Schule, sie hat Freunde,  sie fährt mit den Eltern im Sommer nach Schweden in Urlaub. 
Aber die Eltern haben sich entfremdet, ihre Beziehung  ist geprägt durch Missmut, Verdruss und Streitereien um Kleinigkeiten. Die Mutter versteht den für sie schmerzlichen Abnabelungsprozess ihrer Töchter vor allem als Zeichen des Verfalls ihrer Familie und meint, mit erdrückenden Maßnahmen gegensteuern zu müssen. Der Vater, ein Choleriker, der zu Gewaltausbrüchen neigt, entzieht sich dem hysterisch aufgeladenen Familienleben durch Flucht in ein sinnfreies Ritual unablässigen Schuheputzens.
Die ältere Tochter, unsicher und ohne Selbstwertgefühl,  erpresst ihre Eltern mit Selbstmorddrohungen und Lelle schließlich, die vierte im  psychisch angeschlagenen Familienquartett, reagiert auf die emotionalen Überforderungen der Familien mit Magersucht. 
Eines Sommersonntagmorgens überfällt Lelle unvermittelt die Erkenntnis: „Ich bin allein!“ 
Der Roman schildert nun die Ereignisse, die sich im Zeitraum von  vier turbulenten Tagen ereignen, als sich das vordergründig heile Familienleben krisenhaft zuspitzt. Nach einem Streit mit der älteren Tochter rennt die Mutter auf die Straße und wird dort von dem Nachbarsjungen Arthur angefahren, ohne dass der daran Schuld trüge. Am nächsten Abend ist Lelles ältere Schwester Cotsch plötzlich unauffindbar, weil ein anderer Nachbarsjunge namens Antoine, den Cotsch liebt und der kommentarlos aus  ihrem Leben verschwunden war, wieder aufgetaucht ist. Lelle findet mit Hilfe  Arthurs, den der Vater irrtümlich für einen Stricher hält, ihre verletzte Schwester und bringt sie zum Notarzt. Als in der Nacht die schlimmsten Verwicklungen scheinbar aufgelöst sind, sieht es plötzlich so aus, als habe der Vater seine Familie verlassen. Als er wieder auftaucht, wird ihm von seiner Familie die Erklärung nicht abgenommen, er habe den Nachbarn beigestanden, deren Sohn Antoine ohne Führerschein auf der Landstraße in eine Baustelle gerast ist.
Lelle jedoch hat schließlich „Glück“: Nachdem die übrige Familie sich vom Schauplatz entfernt hat, um die Wunden, die in den vergangenen Tagen geschlagen worden sind, zu pflegen, sucht Lelle im Nachbarhaus den Freund Arthur auf und erlebt das, wovon sie bisher nur geträumt hat: „Arthurs Hand streicht über meinen Rücken. Da ist die Hand, die über meinen Rücken streicht.“

## Ausgaben
- Ich habe einfach Glück. Reinbek: Verlag Rogner und Bernhard, 2002. ISBN 3499212498